# سيد غوردون
سيد غوردون (بالإنجليزية: Sid Gordon)‏ هو لاعب كرة قاعدة أمريكي، ولد في 13 أغسطس 1917 في بروكلين في الولايات المتحدة، وتوفي في 17 يونيو 1975 في نيويورك في الولايات المتحدة.

## وصلات خارجية
- سيد غوردون على موقعبيزبول رفرنس.كوم (الدوري الرئيسي) (الإنجليزية)
- سيد غوردون على موقع جمعية أبحاث البيسبول الأمريكية (الإنجليزية)
- سيد غوردون على موقع مشجعي الرسوم البيانية (الإنجليزية)